# اوللوسونو
اوللوسونو فرمانفرمای ماننا از سرکردگان سارگون دوم و فرزند ایرانزو محسوب می‌شد که پس از کشته شدن برادرش آزا به حکمرانی قبایل ماننا منصوب شد. اوللوسونو که از طرفداران آشور بود ولی در ابتدا از آن‌جا که خود را در محاصرهٔ رؤسای قبایل ضد آشوری مانناییان می‌دید، مجبور شد از رئیسان ماننایی تابعیت کند لذا از دار و دسته طرف‌داران آشور جدا شد و کوشید تا با اورارتو متحد شود.

## حملات روسا به ماننا
پس از اینکه ایرانزو در گذشت یا کشته شد ۲۲ دژ ماننایی که با آشور هم‌مرز بود اورارتو متصرف شد چون اورارتو دشمن آشور بود و اراضی ماننا را جز خاک دشمن می‌دانست. فرمانفرمایان ماننایی قلاع آلابریا و کارالا را به اقدام علیه آشور واداشت. سارگون دوم پادشاه آشور به تلافی حملات اوراتو وارد عمل شد به ماننا حمله برد و ایزیرتو پایتخت ماننا را به همراه دو دژ مهم مرکزی دیگر به نام‌های زیبیه و آرمائیت تصرف کرد. اوللوسونو خود را تسلیم سارگون نمود و مورد عفو قرار گرفت و حکمرانی به وی بازگشت.

## آثار فرهنگی ماننا

جام طلای حسنلو آثار ماننایی

روی این پیاله معروف، نقوشی حک شده‌است که احتمالاً تصویر یک روز خوب زندگی آن مردمان حکایت می‌کند. در قسمت بالا مردی با ارابه‌ای که توسط گاوی کشیده می‌شود و عرابه‌ران با تیردانی پر از تیر در پشت خود دارد. گاو در حال نوشیدن آب از سرچشمه است و آنسوی رود کاهنی با جام یا کوزه‌ای ایستاده است. در قسمت پایین جام پهلوانی در حال نبرد با موجودی احتمالاً دیو یا اژدهایی خبیث است که از دم آن درندگانی سر برآورده‌اند.
نقوش آنطرف پیاله مضامین اشکالش مربوط به عقاید و باورهای مردمان ایران باستان است. راکب‌بان شاخدار سوار بر ارابه، کاهنانی در حال آوردن قوچ‌های قربانی، پهلوانی که گرز و کمان در دست دارد، مردی در حال رام کردن شیر است و پدر و مادری که در حال بازی با کودک خردسال‌شان هستند که گویای یک خانواده ایرانی محسوب می‌شوند.
این جام که در زیر اسکلت مردی یافته شد، ضربه خورده کج و معوج می‌باشد. کارشناسان بر این باورند که این مرد با در دست داشتن جام در حال فرار از دست سپاه مهاجمان بوده که صدماتی که بر او وارد شده بر زمین افتاده امّا خواسته جام به دست دشمن نیافتد بدین سبب جام را زیر بدنش مستور نموده است. در حال حاضر این جام در موزه ایران باستان نگهداری می‌شود.